# Scoparia contexta
Scoparia contexta là một loài bướm đêm trong họ Crambidae.